# Villa Atuel Norte
Villa Atuel Norte es un paraje del distrito Villa Atuel, del departamento de San Rafael, provincia de Mendoza, Argentina. 
Se encuentra ubicada sobre la Ruta Nacional 143, 3 km al norte del río Atuel.
Es una de las zonas productoras de ajo de la provincia. El club Atuel Norte representa a la localidad en las competiciones locales de fútbol.